# Giorgio Giovannini (magistrato)
Giorgio Giovannini (Roma, 24 dicembre 1943) è un ex magistrato italiano, presidente del Consiglio di Stato dal 28 gennaio 2013 al 31 dicembre 2015.

## Biografia
Laureato in Giurisprudenza presso l'Università degli Studi di Roma "La Sapienza", è consigliere di stato dal 1974, presidente di sezione dal 1997, è stato presidente del TAR del Lazio dal 2008 al 2012, presidente aggiunto del Consiglio di Stato dal marzo 2012 al gennaio 2013, ha ricoperto incarichi presso vari ministeri, capo di gabinetto del ministero del tesoro e del ministero delle partecipazioni statali, capo di gabinetto del Presidente del Consiglio dei Ministri.

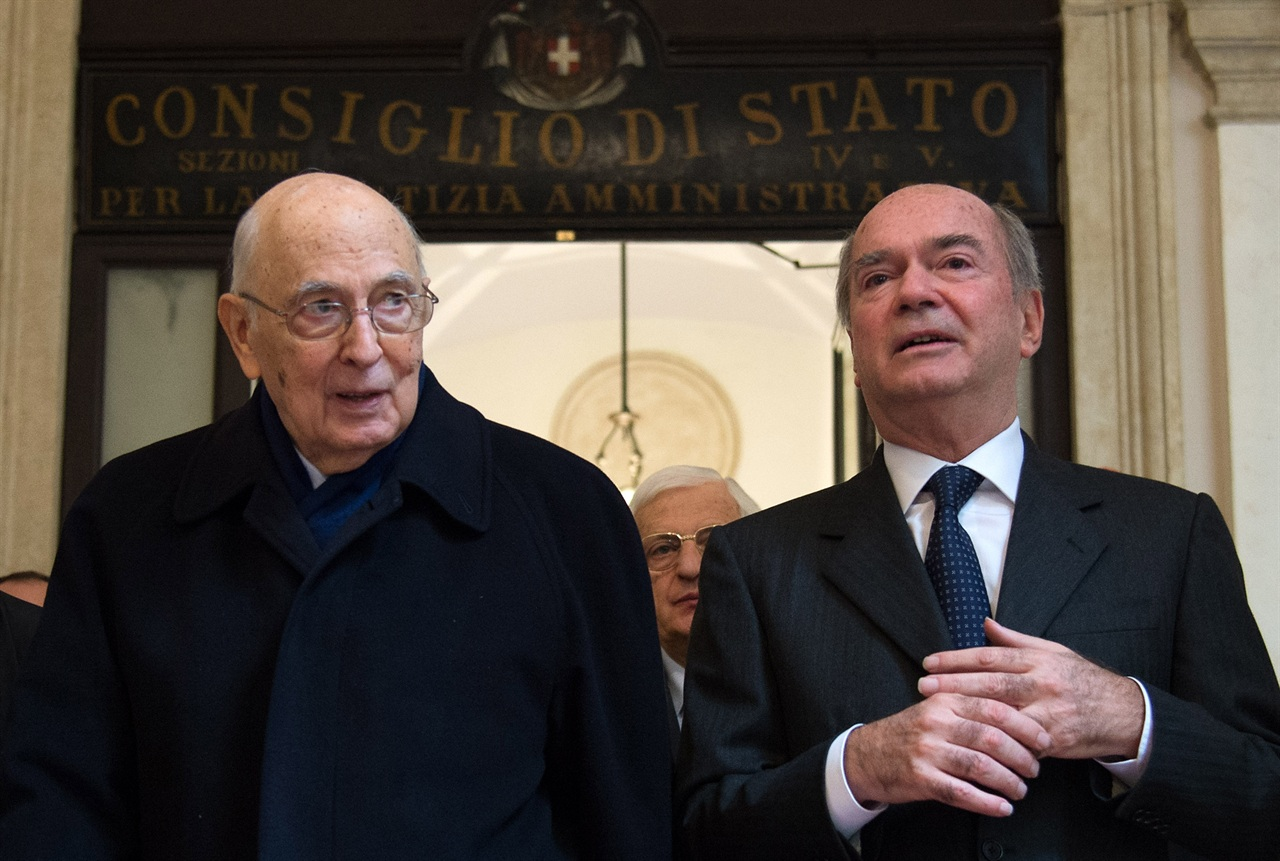
Giorgio Giovannini con il presidente della Repubblica Giorgio Napolitano.

Il 28 gennaio 2013 si è insediato ufficialmente alla presidenza del Consiglio di Stato, subentrando a Giancarlo Coraggio che è stato eletto giudice costituzionale; è cessato dall'incarico il 31 dicembre 2015, sostituito da Alessandro Pajno.